# Rebbachisaurus garasbae
Il rebbachisauro (Rebbachisaurus garasbae) era un dinosauro erbivoro dotato di collo e coda lunghi, vissuto nella parte finale del Cretaceo inferiore (Albiano, circa 105 milioni di anni fa) in Marocco.

## Caratteristiche
Descritto per la prima volta da René Lavocat nel 1954, questo dinosauro è imperfettamente conosciuto: i resti comprendono, tra l'altro, grandi vertebre con processi neurali particolarmente alti, tali da far supporre la presenza di una sorta di "vela" di pelle sostenuta da queste strutture. L'ampliamento della superficie corporea da essa derivato potrebbe essere stato funzionale al controllo del calore corporeo. La presunta vela potrebbe essere stata simile a quella di altri dinosauri vissuti negli stessi luoghi più o meno nello stesso periodo, come Spinosaurus e Ouranosaurus.
L'aspetto del rebbachisauro doveva essere quello di un grande quadrupede dotato di collo e coda molto lunghi, con una testa piccola e la suddetta "vela" sul dorso. Si pensa che le dimensioni di questo animale siano di 18-20 metri per 20 tonnellate di peso.

## Classificazione

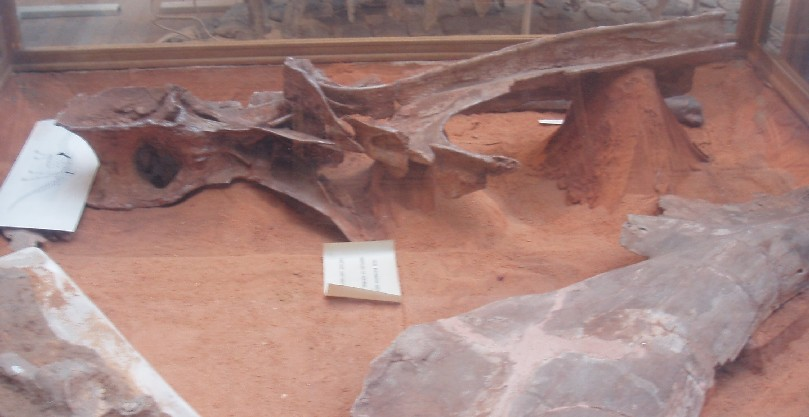
Vertebra di Rebbachisaurus.

Per molti anni dopo la sua scoperta, Rebbachisaurus è stato confuso con i brachiosauridi e con i camarasauridi, anche a causa di altri resti ascritti a un'altra specie, R. tamesnensis del Niger, e ora ritenuti appartenere a un sauropode simile a Jobaria e sinonimo del Nigersaurus taqueti. Ora si ritiene che Rebbachisaurus fosse un parente primitivo dei famosissimi Apatosaurus (=Brontosaurus) e Diplodocus.